# Präsidentschaftswahl in den Vereinigten Staaten 1928
Bei der Präsidentschaftswahl 1928 in den USA trat die Republikanische Partei mit Herbert Hoover gegen die Demokratische Partei mit Alfred E. Smith an. Der amtierende republikanische Präsident Calvin Coolidge trat nicht zur Wiederwahl an.
Die Republikaner standen für eine boomende Wirtschaft der 1920er und Smith, ein Anhänger der römisch-katholischen Kirche, litt politisch unter den anti-katholischen Vorurteilen der Gesellschaft, was landesweit zu einem Sieg für Hoover führte. Smith hatte es als erster Katholik überhaupt geschafft, von einer der beiden großen Parteien der USA, die ernsthafte Chancen auf einen Wahlsieg hatten, als Präsidentschaftskandidat nominiert zu werden. Smith hatte sich den protestantischen Südstaatler Joseph Taylor Robinson, US-Senator für Arkansas, als Vizepräsidentschaftskandidaten zur Seite gestellt. Der Wahlkampf drehte sich um Wirtschaftspolitik, das Prohibitionsgesetz, das Smith kritisierte, und Smiths Vorschläge zur Verbesserung der Bürgerrechte von Afroamerikanern. Er verlor mit 41 % zu 58 % sehr deutlich, obwohl er immerhin in den zwölf größten Städten der USA die Stimmenmehrheit erzielt hatte. Befürchtungen, er werde mehr auf den Papst in Rom als auf die Verfassung der Vereinigten Staaten hören, trugen zu dieser Niederlage bei. Lediglich in den Staaten Massachusetts und Rhode Island, in denen viele Katholiken lebten, sowie in sechs Staaten des Solid South konnte Smith gewinnen. In den Südstaaten verlor Smith wegen seiner Konfessionszugehörigkeit besonders viele Stimmen, dennoch setzte sich die seit Jahrzehnten bestehende Dominanz der Demokraten in diesem Landesteil fort.
Die Wahl war der Grund für den Nachrichten-Ticker auf dem Times Square, der es den New Yorkern ermöglichen sollte, schnell die Ergebnisse der Wahl zu erfahren.
Mit dem Sieg Hoovers wurde zum ersten Mal mit Charles Curtis ein Indianischstämmiger US-Vizepräsident.

## Kandidaten

### Republikaner

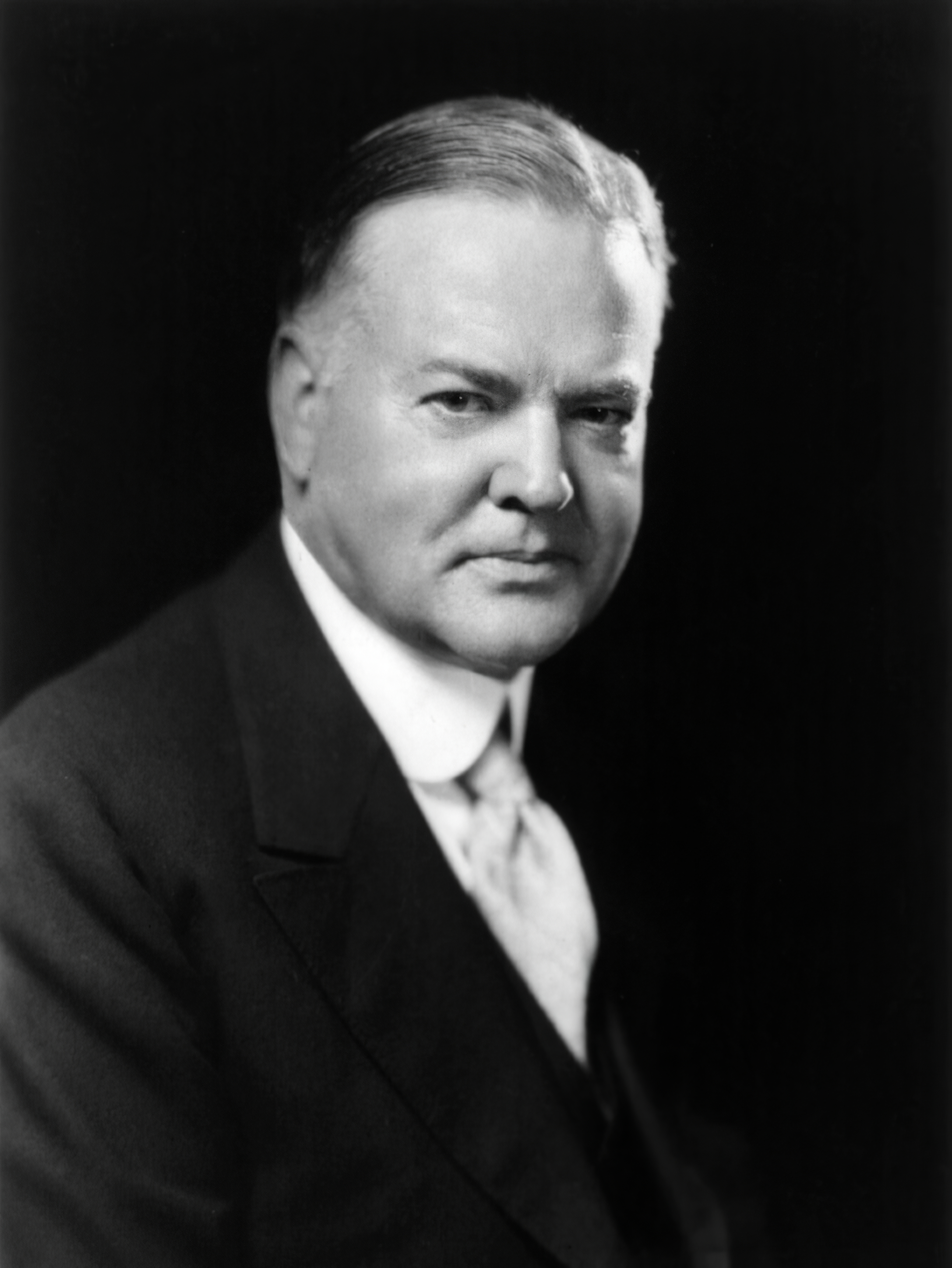
Herbert Hoover

Für die Republikaner kandidierte der amtierende Wirtschaftsminister Herbert Hoover, der nach einer Sturmflut eine Art Heldenstatus genoss. Er hatte praktisch keine ernstzunehmende Konkurrenz. Sein Running Mate wurde Charles Curtis.

### Demokraten

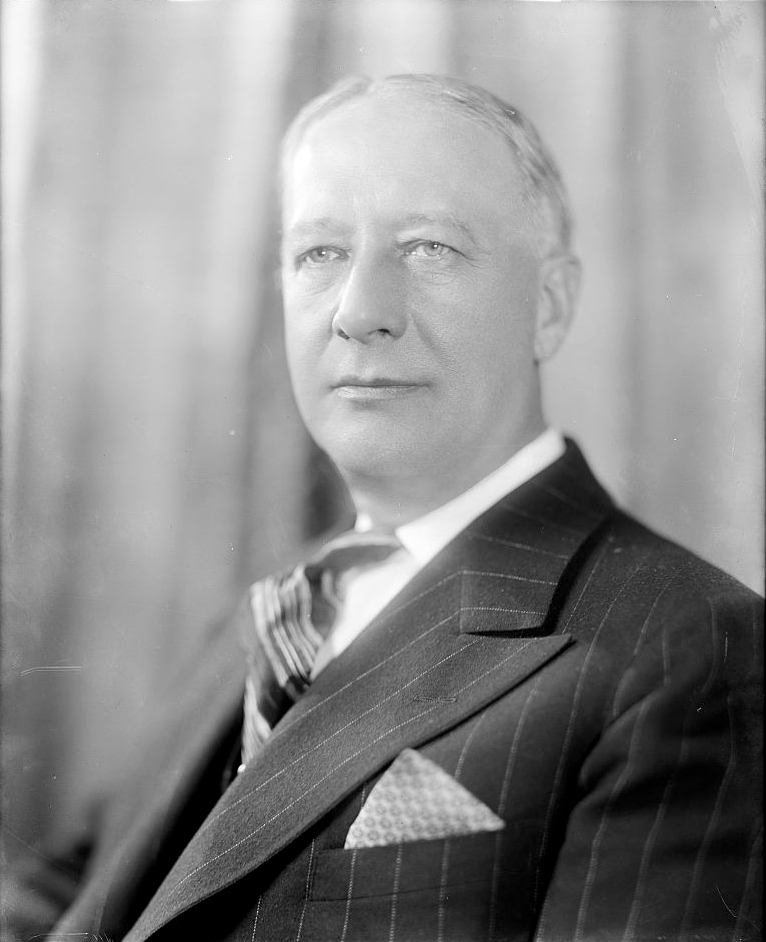
Alfred Smith

Die Demokraten nominierten Al Smith im 1. Wahlgang als Kompromisskandidaten, einen Katholiken, der fortan wiederholt wegen seiner Religion angegriffen wurde. Sein Mitbewerber als Vizekandidat wurde Joseph Robinson.

## Ergebnis
| Kandidat          | Partei | Partei       | Stimmen    | Stimmen | Wahlmänner |
| Kandidat          | Partei | Partei       | Anzahl     | Prozent | Wahlmänner |
| ----------------- | ------ | ------------ | ---------- | ------- | ---------- |
| Herbert Hoover    |        | Republikaner | 21.427.123 | 58,2 %  | 444        |
| Alfred E. Smith   |        | Demokraten   | 15.015.464 | 40,8 %  | 87         |
| Norman Thomas     |        | Sozialisten  | 267.478    | 0,7 %   | —          |
| William Z. Foster |        | Kommunisten  | 48.551     | 0,1 %   | —          |
| Andere            | Andere | Andere       | 48.396     | 0,1 %   | —          |
| Gesamt            | Gesamt | Gesamt       | 36.807.012 | 100 %   | 531        |

266 Stimmen waren für die Wahl zum Präsidenten notwendig.

## In der Kultur
Im Dokumentarfilm Prohibition von Ken Burns wird der Wahlkampf 1928 thematisiert.